# 아이리시 스튜
아이리시 스튜(영어: Irish stew, 아일랜드어: stobhach Gaelach 스터우흐 겔러흐)는 아일랜드의 전통 스튜이다. 양고기나 쇠고기, 염소고기 등을 감자, 양파 등과 끓여 낸 음식이며, 위안을 주는 음식으로 여겨진다. 아일랜드의 국민 음식 가운데 하나이기도 하다.

## 이름
영어 "아이리시 스튜(Irish stew)"는 "아일랜드의"라는 뜻의 "아이리시(Irish)"와 조리법인 "스튜(stew)"를 붙인 말이다. 아일랜드어로는 "스터우흐 겔러흐(stobhach Gaelach)"이며, "스터우흐(stobhach Gaelach)"는 "스튜"를, "겔러흐(Gaelach)"는 "게일의, 아일랜드의"라는 뜻이다.

## 만들기
기름을 두르고 양고기나 쇠고기를 마이야르 반응이 일어나 겉이 갈색이 되고 냄비 바닥에 퐁이 생길 때까지 익힌다. 고기를 꺼내고 양파와, 리크나 셀러리 등 향신채를 넣고 볶다가, 꺼냈던 고기와 감자, 당근 등 뿌리채소를 넣고 육수를 부어 소금, 후추로 간해 익힌다. 보리 등을 넣기도 한다. 육수 대신 기네스를 부어 끓이기도 한다. 푹 익으면 파슬리로 가니시해 낸다.

## 사진

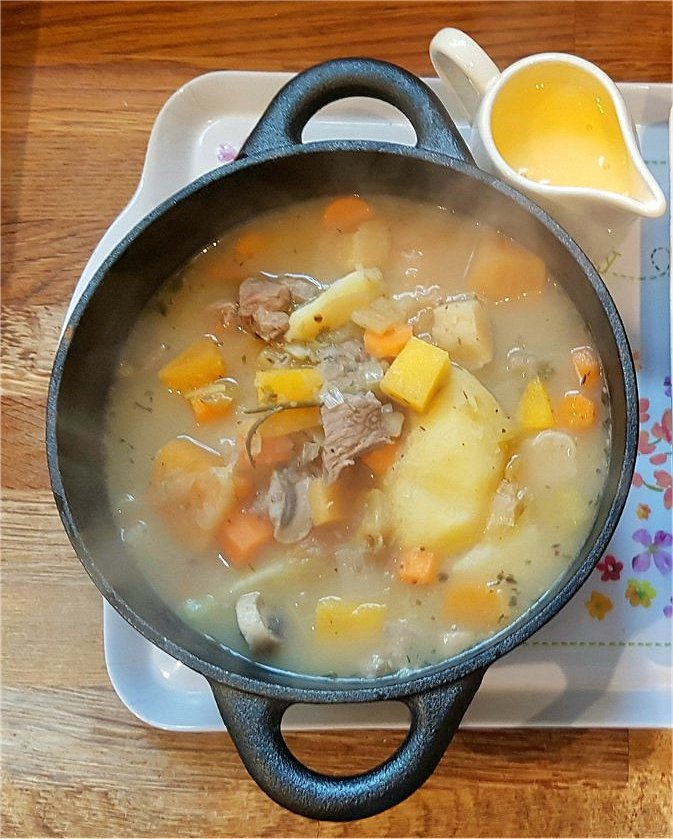
냄비에 담긴 아이리시 스튜
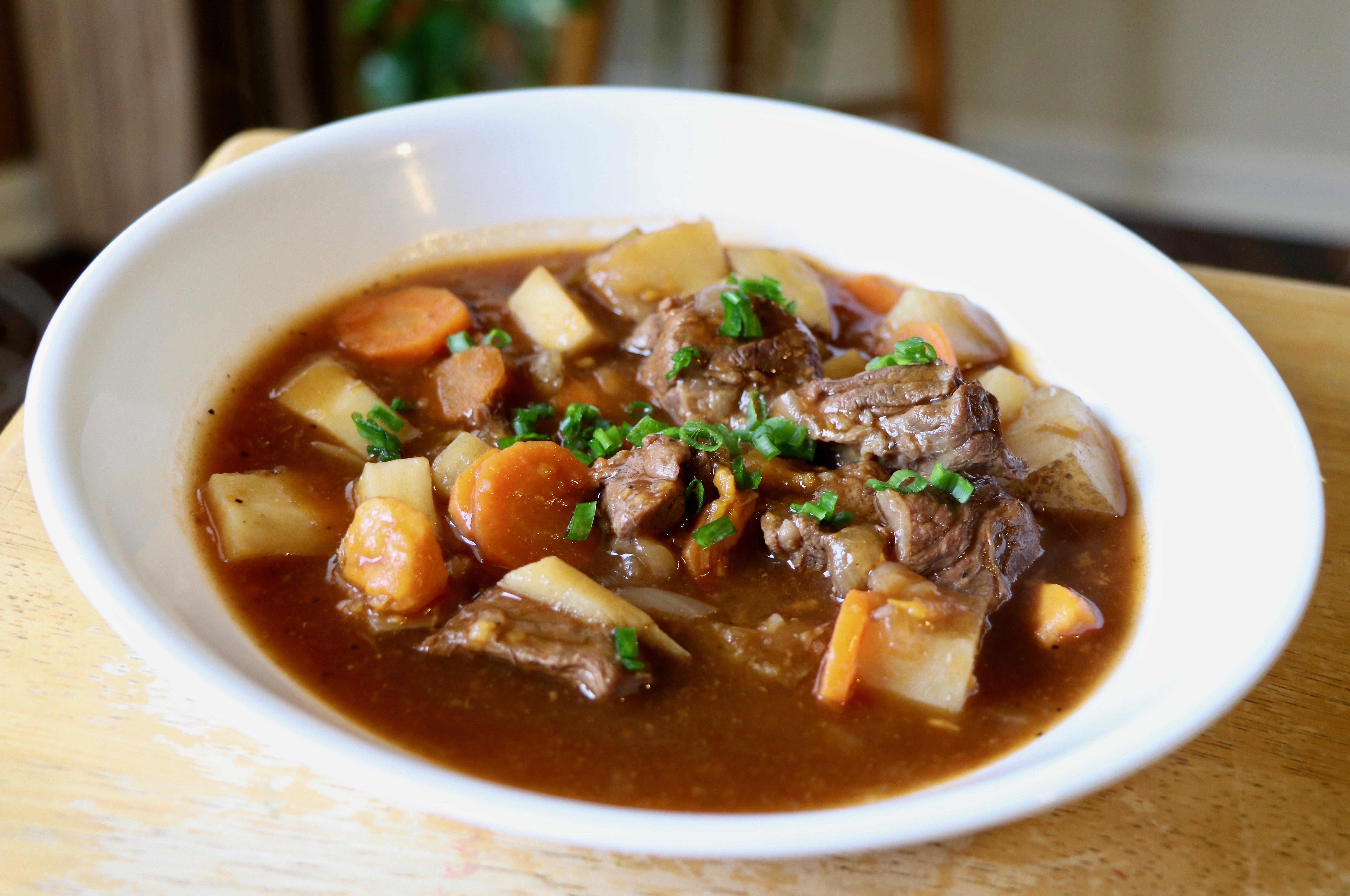
쇠고기가 들어간 아이리시 스튜

## 같이 보기
- 랭커셔 홋폿
- 스카우스
- 스코치 브로스
- 카울